# EEPROM

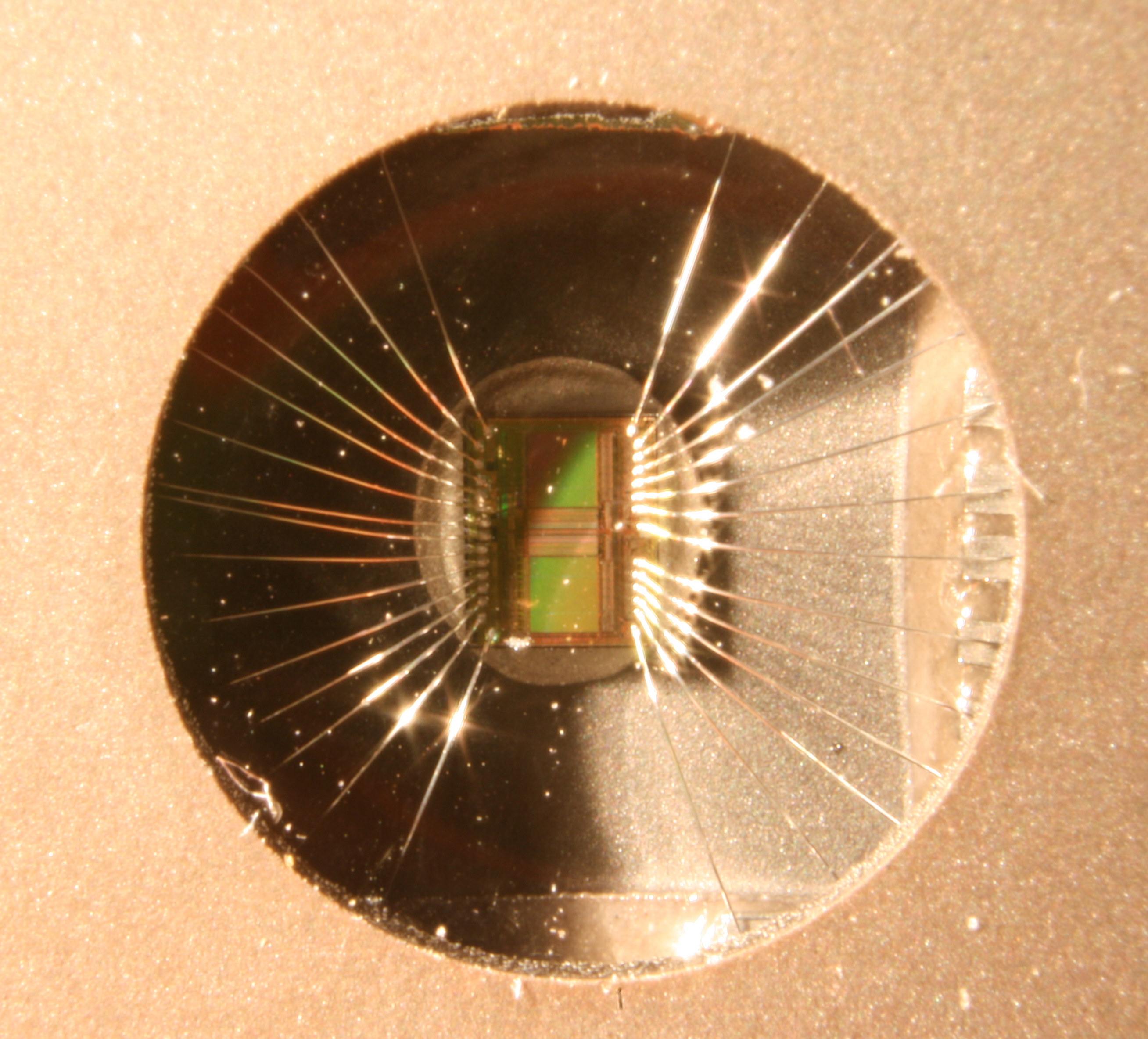
EPROM ST M27C512

In informatica ed elettronica una EEPROM (anche scritto E2PROM, acronimo dell'inglese Electrically Erasable Programmable Read Only Memory, lett. "memoria di sola lettura programmabile e elettricamente cancellabile") è un tipo di memoria informatica di sola lettura cancellabile elettricamente (a differenza delle EPROM) usata nei computer e altri dispositivi elettronici per memorizzare piccole quantità di dati che devono essere mantenuti quando viene tolta l'alimentazione elettrica (per esempio la configurazione del dispositivo). Le operazioni di scrittura, cancellazione e riscrittura hanno luogo elettricamente.
Ciascuna cella di memoria capace di memorizzare un singolo bit è costituita da due transistori MOS, uno "di memoria" e uno "di accesso".

## Nascita della tecnologia
Nel 1978 George Perlegos sviluppò l'Intel 2816 basandosi sulla tecnologia EPROM, ma usando uno strato sottile di ossido per il gate. In questo modo il chip può cancellare i propri bit senza richiedere l'uso di una sorgente UV. In seguito Perlegos e altri lasciarono Intel per fondare Seeq Technology, che aggiunse nel dispositivo le pompe di carica per fornire le alte tensioni per programmare le EEPROM.
La tecnologia EEPROM è stata quindi sviluppata sulla base della preesistente tecnologia EPROM, al fine di ovviare al problema della cancellazione dei dati. Nelle EPROM, infatti, la cancellazione viene effettuata attraverso l'esposizione a radiazione UV, con conseguenti difficoltà di natura logistica (necessità di rimozione del chip dalla scheda su cui è assemblato, perdita di tempo per l'esposizione/cancellazione stessa).

## Il transistor di memoria
Il transistor di memoria ha due gate.
Il primo è un gate tradizionale, collegato elettricamente con il resto del gruppo. In questa tecnologia è denominato control gate. Il secondo gate è sepolto nell'ossido e quindi isolato elettricamente. Esso è separato dal primo gate, così come dal canale del transistor, per mezzo di un sottilissimo strato di materiale isolante. Per questo motivo è detto floating gate. In gergo, lo si definisce flottante.
A differenza delle EPROM, nelle EEPROM vi è una regione, in prossimità del drain, in cui lo spessore dello strato di ossido che separa il floating gate dal canale è ridotto al punto tale da permettere il passaggio di elettroni per effetto tunnel (Fowler-Nordheim).
Il transistor di memoria viene programmato attraverso il pilotaggio in tensione del control gate. La variazione del potenziale a cui questo si trova esposto determina, nella zona in cui il ridotto spessore dell'ossido isolante lo rende possibile, il manifestarsi dell'effetto tunnel e la conseguente attrazione di elettroni dal drain al gate sepolto.

## Il transistor di accesso
Come nel caso delle memorie EPROM, anche le EEPROM presentano una criticità legata alla fase di cancellazione. 
Il processo di scarica del floating gate può infatti determinare, come effetto indesiderato, l'accumulo di una carica positiva con conseguente variazione della tensione di soglia del dispositivo. Il problema è stato risolto mediante l'introduzione dei transistori di accesso, che sono parte integrante della cella.
La presenza di questi ultimi determina tuttavia, un maggiore impiego di area rispetto alle EPROM. Per ovviare a questo problema sono nate le memorie flash. È bene ricordare che le memorie flash differiscono dalle EEPROM per il fatto che la programmazione si basa, in quest'ultimo caso, sul fenomeno fisico della iniezione a valanga, e non su quello dell'effetto tunnel.
Il transistor di accesso, pilotato dalla word line, svolge inoltre la funzione di mettere in comunicazione il transistor di memoria con la bit line quando è necessario leggere il dato binario immagazzinato sotto forma di carica elettrica all'interno del canale del transistor.

## Limitazioni
Ci sono due limitazioni sulle informazioni immagazzinate: resistenza e ritenzione.
Durante le riscritture, l'ossido del gate nei transistor floating-gate accumula gradualmente elettroni intrappolati. Il campo elettrico di questi elettroni si somma a quello degli elettroni nel gate flottante, abbassando la differenza tra le tensioni associate ai due stati logici. Dopo un certo numero di cicli di riscrittura, la differenza diventa troppo piccola per essere misurabile, la cella è bloccata nello stato programmato e si verificano problemi di resistenza. I produttori tipicamente specificano un numero massimo di riscritture pari a 106 e oltre.
Nello stato programmato, inoltre, col tempo gli elettroni iniettati nel gate flottante possono andare in deriva attraverso l'isolante, soprattutto ad alte temperature. Questo causa una perdita di carica, riportando la cella nello stato cancellato. Tipicamente i produttori garantiscono una durata del ritenzione del dato di 10 o più anni.

## Considerazioni conclusive
Le EEPROM sono il più diffuso componente elettronico ad utilizzare principi della meccanica quantistica; ad esempio, l'effetto tunnel.